# Salford City Football Club
O Salford City Football Club é um clube de futebol inglês fundado em 1940.
Atualmente, disputa a League Two, que equivale à quarta divisão nacional. Manda seus jogos no estádio de Moor Lane, com capacidade para receber 5.108 torcedores.
Em setembro de 2014, o empresário singapurense Peter Lim adquiriu 50% das ações do Salford City, e a segunda metade foi dividida em 10% para 5 ex-jogadores do Manchester United (Paul Scholes, Ryan Giggs, Nicky Butt, Gary Neville e o irmão deste último, Phil). Em 2019, David Beckham, também ídolo do Manchester United, se uniu aos outros proprietários e adquiriu 10% das ações do Salford.
Em 11 de maio de 2019, venceu o AFC Fylde por 3x0 na final dos playoffs da National League e garantiu o acesso à Football League Two, equivalente à 4ª divisão do futebol inglês.
Em maio de 2025, Gary Neville e David Beckham se uniram a um grupo de empresários para liderar um consórcio e adquirir o Salford City. Os dois já eram coproprietários do clube, juntos de outros ex-companheiros que abriram mão de suas participações, entre eles Ryan Giggs e Paul Scholes.
Os ex-atletas negociaram parcerias de investimento nos últimos meses, desde a saída de Peter Lim, antigo acionista majoritário, em 2024. Gary Neville e David Beckham acabaram se unindo a Declan Kelly, fundador da empresa de consultoria americana Consello, e Lord Mervyn Davies, presidente da Lawn Tennis Association.

## Elenco atual
2 de fevereiro de 2024
Nota: Bandeiras indicam equipe nacional, conforme definido pelas regras de elegibilidade da FIFA. Os jogadores podem ter mais de uma nacionalidade não-FIFA.
| N.º |                  | Posição | Jogador                                        |
| --- | ---------------- | ------- | ---------------------------------------------- |
| 1   | Inglaterra       | G       | Alex Cairns                                    |
| 2   | Inglaterra       | D       | Ethan Ingram (emprestado pelo West Bromwich)   |
| 3   | País de Gales    | D       | Declan John (emprestado pelo Bolton Wanderers) |
| 4   | Inglaterra       | M       | Ossama Ashley                                  |
| 5   | Jamaica          | D       | Adrian Mariappa (capitão)                      |
| 6   | Escócia          | M       | Elliot Watt (vice-capitão)                     |
| 7   | Inglaterra       | M       | Ryan Watson                                    |
| 8   | Irlanda do Norte | M       | Matty Lund                                     |
| 9   | Escócia          | A       | Callum Hendry                                  |
| 11  | Escócia          | A       | Connor McLennan                                |
| 14  | Escócia          | M       | Stevie Mallan                                  |

| N.º |               | Posição | Jogador                                        |
| --- | ------------- | ------- | ---------------------------------------------- |
| 16  | Jamaica       | D       | Curtis Tilt                                    |
| 17  | Inglaterra    | A       | Matt Smith                                     |
| 18  | Inglaterra    | A       | Conor McAleny                                  |
| 19  | Inglaterra    | M       | Jez Davies                                     |
| 20  | Inglaterra    | M       | Dan Chesters (emprestado pelo West Ham United) |
| 23  | Inglaterra    | D       | Kevin Berkoe                                   |
| 29  | Inglaterra    | D       | Luke Garbutt                                   |
| 31  | Inglaterra    | G       | Joel Torrance                                  |
| 32  | País de Gales | D       | Liam Shephard                                  |
| 39  | Inglaterra    | A       | Callum Morton                                  |
| 42  | Inglaterra    | D       | Theo Vassell                                   |

#### Saiu por empréstimo
Nota: Bandeiras indicam equipe nacional, conforme definido pelas regras de elegibilidade da FIFA. Os jogadores podem ter mais de uma nacionalidade não-FIFA.
| N.º |               | Posição | Jogador                                        |
| --- | ------------- | ------- | ---------------------------------------------- |
| 36  | País de Gales | A       | Marcus Dackers (emprestado ao Southend United) |

## Títulos
- National League North: 1

2017–18
- Northern Premier League Division One North: 1

2014–15
- ELF Trophy: '

2019-20